# Parc d'État de Torreya
Le parc d'État de Torreya (en anglais : Torreya State Park) est une réserve naturelle située dans l'État de Floride, au Sud-Est des États-Unis, dans le comté de Liberty.

## Milieu naturel
- Flore menacée : Croomia pauciflora, Maianthemum racemosum, Cryptotaenia, sanguinaire du Canada
- Arbres : hêtres, caryers, érable à sucre, Oxydendrum arboreum, Liquidambar
- Faune : cerf, écureuil, raton laveur, opossum, renard, lapin, lynx, ours noir, moufette ; Heterodon platirhinos, gophère polyphème, Desmognathus.

### Photographies

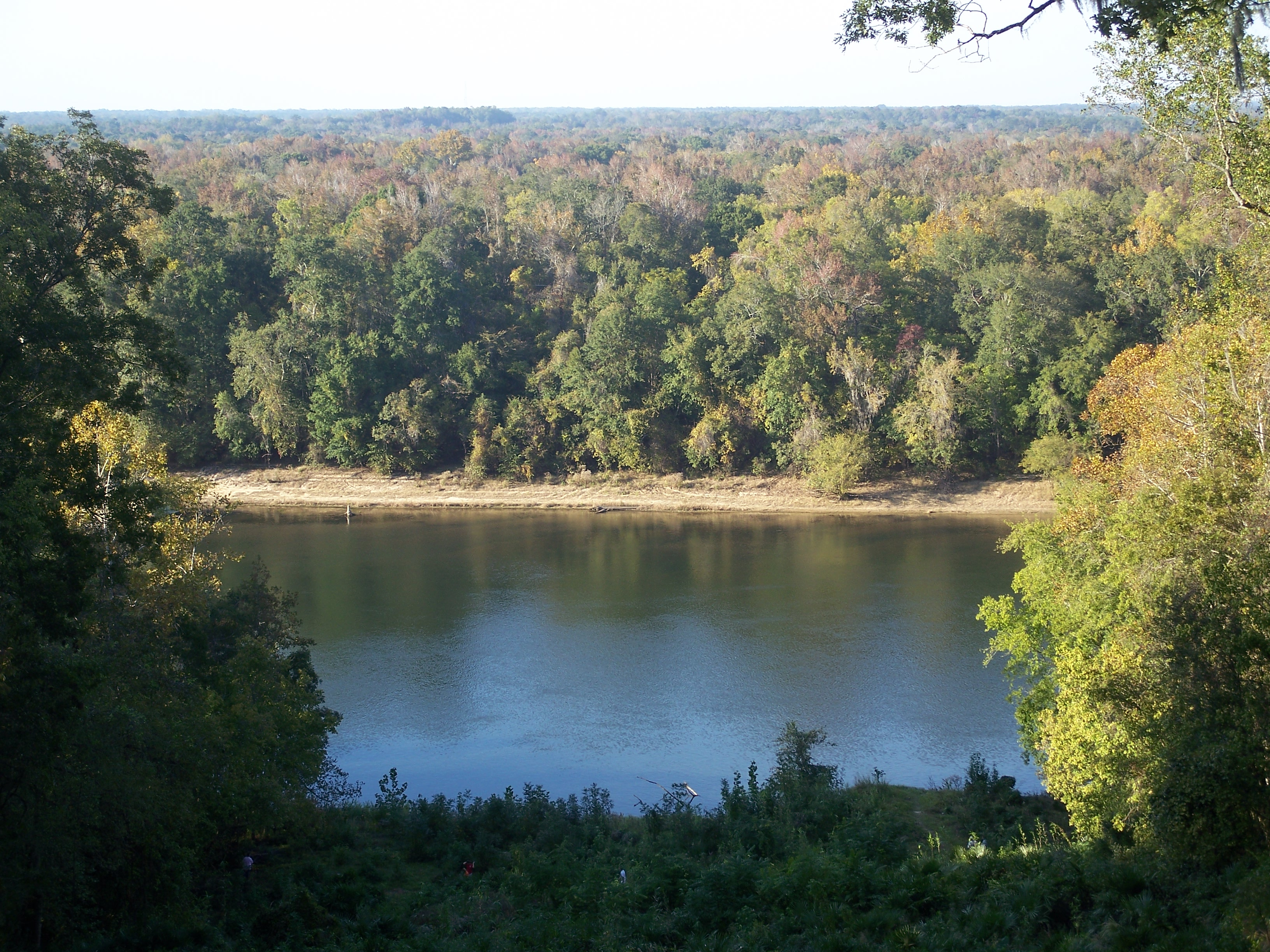
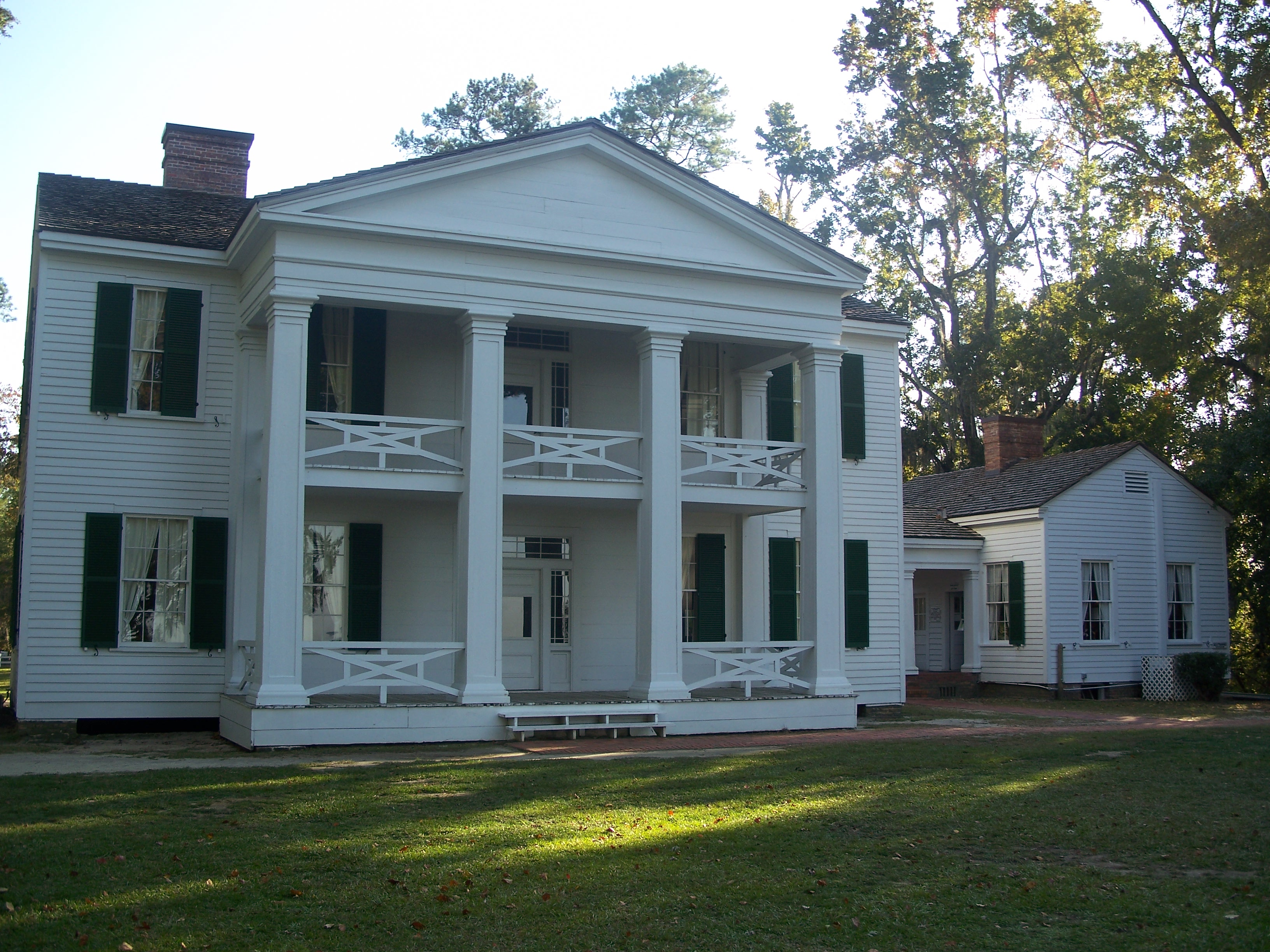
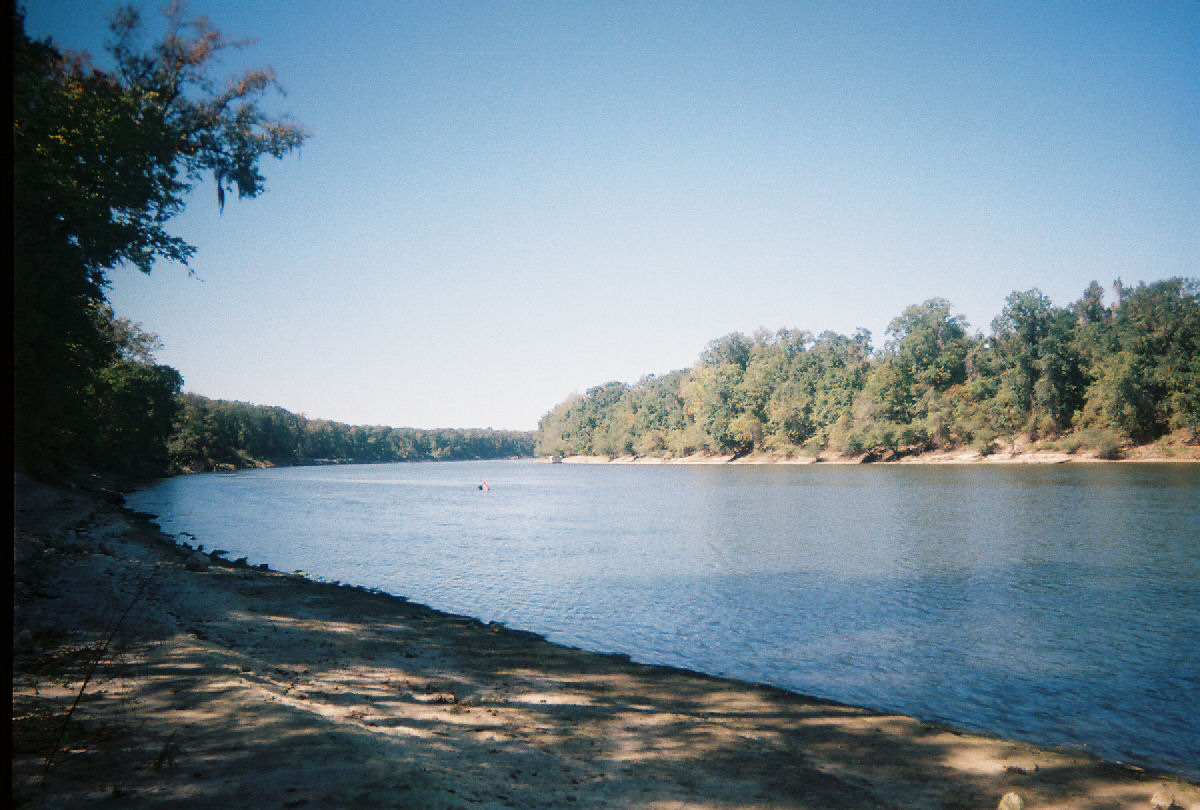